# Eriocampa umbratica
Eriocampa umbratica är en stekelart som först beskrevs av Johann Christoph Friedrich Klug 1816.  Eriocampa umbratica ingår i släktet Eriocampa, och familjen bladsteklar. Enligt den finländska rödlistan är arten nära hotad i Finland. Arten är reproducerande i Sverige. Artens livsmiljö är fuktiga lundar.